# Sobre mujeres diferentes
Something Different (en checo: O něčem jiném, lit. 'About something different'), conocida como Sobre mujeres diferentes, Dos Vidas y como Hablemos de otra cosa, es una película checoslovaca de 1963 dirigida por Věra Chytilová. La película intercala dos narrativas: una sigue a Vera, una ama de casa ficticia que vive en Checoslovaquia, y otra sigue a Eva, una gimnasta olímpica, interpretada por la medallista de oro olímpica de la vida real Eva Bosáková.
El primer largometraje de Chytilová es considerado como una de las películas reveladoras de la Nueva Ola checa y uno de los primeros ejemplos del cine de mujeres en el Bloque del Este. Ganó el premio principal en el Festival de Cine de Mannheim de 1963, ha sido elogiada tanto por la crítica contemporánea y por retrospectivas del siglo XXI,  y recibió bastante atención en la literatura cinematográfica académica.

## Contexto
Sobre mujeres diferentes fue una de las primeras películas de la Nueva Ola checa y el primer largometraje de Chytilová, quien fue la única mujer que participó en esa corriente cinematográfica. El filme se centra en los desafíos de las mujeres en Checoslovaquia,tema que Chytilová continuó desarrollando en sus futuras películas.

## Argumento
La película presenta dos historias: la de Eva, una gimnasta checoslovaca interpretada por la medallista de oro olímpica Eva Bosáková, quien se prepara para una competencia, y la de Vera, una ama de casa inconforme y abrumada por su vida doméstica.

## Recepción
Algo diferente fue descrita como un avance cinematográfico, junto con Black Peter y The Cry, al descartar los cuentos morales del cine socialista anterior y realizar representaciones francas de la vida cotidiana. Además, rompió con otras convenciones tradicionales de la forma cinematográfica.
Al estudiar los inicios de la carrera de Chytilová, Jiří Ceslar, profesor de cine en la Facultad de Bellas Artes de la Universidad Carolina de Praga, describe la película como una meditación sobre el significado de la vida, expresada a través de las historias de Eva y Vera: por un lado, son triviales y cotidianas; por otro, parecen tener una importancia metafórica como comentario sobre las luchas en la vida. Estos planteamientos también se relacionan con el título de la película, ya que tratan "de algo diferente". La película invita al espectador a buscar conexiones entre las vidas de las protagonistas, y distintos académicos notaron la marcada diferencia en la naturaleza de los problemas de Eva y Vera: mientras Eva está limitada por un régimen de ejercicio extremadamente rígido, Vera está molesta por la falta de dirección en su vida.

## Reparto
- Eva Bosáková como la gimnasta Eva
- Vera Uzelacová como Vera
- Josef Langmiler como Josef - Verin Manzel
- Jirí Kodet como Jirka - Verin milenec
- Milivoj Uzelac Jr. como Mylda (como Milivoj Uzelac)
- Miroslava Matlochová como Trenerka (como Jaroslava Matlochová)
- Lubos Ogoun como baletní mistr - Evin trener
- Vladimir Bosak como Dr. Bosák - Evin manzel (como Dr. Vladimir Bosák)
- Dagmar Cejnkova como Dada - Verina pritelkyne (como Dada Cejnková)
- Jirí Cejnek como Dadin Manzel
- Oldrich Cervinka como Novinár